# Nationaal park Drina
Nationaal park Drinna (Servisch: Nacionalni Park Drina/Национални парк Дрина) is een nationaal park in de Republiek Srpska in Bosnië-Herzegovina. Het park werd opgericht in 2017 en is 63,15 km² groot. Het landschap bestaat uit de vallei van de Drina met kloven. Het park grenst aan het Servische Nationaal park Tara. In het park groeit Servische spar en leven onder andere gemzen, bruine beren, steenarenden.